# Martin Summerfield
Martin Summerfield (Brooklin, 20 de outubro de 1916 — Hightstown, 18 de julho de 1996) foi um físico e engenheiro aeroespacial estadunidense.
Foi co-fundador da Aerojet, chefe do Laboratório de Propulsão e Combustão da Universidade de Princeton e membro da Academia Nacional de Engenharia dos Estados Unidos.

## Vida e carreira
Summerfield obteve o título de B.S. em física no Brooklyn College. Obteve os graus de M.S. e Ph.D. no Instituto de Tecnologia da Califórnia em 1937 e 1941, respectivamente.